# Barxa (Bóveda)
Barxa es una localidad del municipio de Bóveda, en la provincia de Lugo, España. Pertenece a la parroquia de Tuimil y se encuentra muy cerca del límite con el municipio de O Incio.
Se encuentra a 400 metros de altitud junto a la carretera LU-644 que une Rubián con A Cruz do Incio. En 2023 tenía una población de 14 habitantes, 6 hombres y 8 mujeres.